# Береговая лягушка
Береговая лягушка (лат. Odorrana hosii) — вид земноводных из семейства настоящих лягушек. Эндемик Юго-Восточной Азии: Индонезия, Малайзия и Таиланд. Длина самцов 45—68 мм, самок 85—100 мм. Самки откладывают в воду от 500 до 2000 яиц. Встречаются около водопадов, в мелких водоёмах, ручьях в тропических лесах на высотах от 0 до 1700 м. Вид O. hosii был впервые описан в 1891 году бельгийско-британским зоологом Джорджем Альбертом Буленджером (George Albert Boulenger; 1858—1937) под первоначальным названием Rana hosii Boulenger, 1891. Назван в честь этнолога и зоолога Чарльз Хоуза. Близок к видам Odorrana chloronota, Odorrana livida (Бирма) и Odorrana morafkai (Вьетнам), Odorrana megatympanum (Вьетнам).